# Catenulifera rhodogena
Catenulifera rhodogena är en svampart som först beskrevs av F. Mangenot, och fick sitt nu gällande namn av Hosoya 2002. Catenulifera rhodogena ingår i släktet Catenulifera, ordningen disksvampar, klassen Leotiomycetes, divisionen sporsäcksvampar och riket svampar.   Inga underarter finns listade i Catalogue of Life.